# Crestwood Village
Crestwood Village es un lugar designado por el censo del municipio de Manchester, situado en el condado de Ocean, Nueva Jersey, Estados Unidos. Según el censo de 2020, tiene una población de 8426 habitantes.
En los Estados Unidos, un lugar designado por el censo (traducción literal de la frase en inglés census-designated place, CDP) es una concentración de población identificada por la Oficina del Censo exclusivamente para fines estadísticos.

## Geografía
Está ubicado en las coordenadas 39°57′18″N 74°21′07″O / 39.95500, -74.35194 (39.955096, -74.352073).

## Demografía
Según la estimación 2019-2023 de la Oficina del Censo, los ingresos medios de los hogares son de $38,396 y los ingresos medios de las familias son de $60,755. Los ingresos per cápita en los últimos doce meses, medidos en dólares de 2023, son de $37,118. Alrededor del 11.9% de la población está por debajo de la línea de pobreza.